# Lijst van rijksmonumenten in Wanroij
De plaats Wanroij telt 31 inschrijvingen in het rijksmonumentenregister. Hieronder een overzicht.
| Object                                                                   | Oorspronkelijke functie?  | Bouwjaar                           | Architect   | Locatie          | Coördinaten?                  | Nr.?   | Afbeelding        |
| ------------------------------------------------------------------------ | ------------------------- | ---------------------------------- | ----------- | ---------------- | ----------------------------- | ------ | ----------------- |
| Sint-Corneliuskerk                                                       | Kerk en kerkonderdeel     | 1910                               | C. Franssen | Kerkplein 2      | 51° 39' 24" NB, 5° 49' 9" OL  | 38249  | Meer afbeeldingen |
| De Hamse Molen                                                           | Industrie- en poldermolen | 1811/1977                          |             | Molenstraat 23   | 51° 39' 15" NB, 5° 50' 16" OL | 369534 | Meer afbeeldingen |
| Pastorie in Eclectische stijl                                            | Kerkelijke dienstwoning   | ca. 1890 mogelijk 1792 (oorsprong) |             | Kerkplein 1      | 51° 39' 23" NB, 5° 49' 11" OL | 519227 | Meer afbeeldingen |
| Herenboerderij                                                           | Boerderij                 | ca. 1860                           |             | Millseweg 2      | 51° 39' 29" NB, 5° 49' 10" OL | 519229 | Meer afbeeldingen |
| De Peel Raamstelling: Defensiekanaal                                     | Waterweg, werf en haven   | 1937-1940                          |             | Langs Kanaaldijk | 51° 37' 48" NB, 5° 45' 9" OL  | 519240 | Upload foto       |
| De Peel Raamstelling: aarden wal                                         | Omwalling                 | 1937-1940                          |             | Langs Kanaaldijk | 51° 37' 48" NB, 5° 45' 9" OL  | 519242 | Upload foto       |
| De Peel Raamstelling: verdeelwerk annex stuw (tussen kazemat 348 en 401) | Waterkering en -doorlaat  | 1939                               |             | Langs Kanaalweg  | 51° 37' 48" NB, 5° 45' 9" OL  | 519273 | Upload foto       |
| De Peel Raamstelling: verdeelwerk annex stuw (tussen kazemat 402 en 403) | Waterkering en -doorlaat  | 1939                               |             | Langs Kanaalweg  | 51° 37' 48" NB, 5° 45' 9" OL  | 519274 | Upload foto       |
| De Peel Raamstelling: kazemat 428                                        | Kazemat                   | 1939-1940                          |             | Langs Kanaalweg  | 51° 37' 48" NB, 5° 45' 9" OL  | 519275 | Upload foto       |
| De Peel Raamstelling: kazemat 429                                        | Kazemat                   | 1939-1940                          |             | Langs Kanaalweg  | 51° 37' 48" NB, 5° 45' 9" OL  | 519276 | Upload foto       |
| De Peel Raamstelling: kazemat 430                                        | Kazemat                   | 1939-1940                          |             | Langs Kanaalweg  | 51° 37' 48" NB, 5° 45' 9" OL  | 519277 | Upload foto       |
| De Peel Raamstelling: kazemat 431                                        | Kazemat                   | 1939-1940                          |             | Langs Kanaalweg  | 51° 37' 48" NB, 5° 45' 9" OL  | 519278 | Upload foto       |
| De Peel Raamstelling: kazemat 433                                        | Kazemat                   | 1939-1940                          |             | Langs Kanaalweg  | 51° 37' 48" NB, 5° 45' 9" OL  | 519279 | Upload foto       |
| De Peel Raamstelling: kazemat 434                                        | Kazemat                   | 1939-1940                          |             | Langs Kanaalweg  | 51° 37' 48" NB, 5° 45' 9" OL  | 519280 | Upload foto       |
| De Peel Raamstelling: kazemat 435                                        | Kazemat                   | 1939-1940                          |             | Langs Kanaalweg  | 51° 37' 48" NB, 5° 45' 9" OL  | 519281 | Upload foto       |
| De Peel Raamstelling: kazemat 438                                        | Kazemat                   | 1939-1940                          |             | Langs Kanaalweg  | 51° 37' 48" NB, 5° 45' 9" OL  | 519282 | Upload foto       |
| De Peel Raamstelling: kazemat 439                                        | Kazemat                   | 1939-1940                          |             | Langs Kanaalweg  | 51° 37' 48" NB, 5° 45' 9" OL  | 519283 | Upload foto       |
| De Peel Raamstelling: kazemat 440                                        | Kazemat                   | 1939-1940                          |             | Langs Kanaalweg  | 51° 37' 48" NB, 5° 45' 9" OL  | 519284 | Upload foto       |
| De Peel Raamstelling: kazemat 441                                        | Kazemat                   | 1939-1940                          |             | Langs Kanaalweg  | 51° 37' 48" NB, 5° 45' 9" OL  | 519285 | Upload foto       |
| De Peel Raamstelling: kazemat 442                                        | Kazemat                   | 1939-1940                          |             | Langs Kanaalweg  | 51° 37' 48" NB, 5° 45' 9" OL  | 519286 | Upload foto       |
| De Peel Raamstelling: kazemat 443                                        | Kazemat                   | 1939-1940                          |             | Langs Kanaalweg  | 51° 37' 48" NB, 5° 45' 9" OL  | 519287 | Upload foto       |
| De Peel Raamstelling: kazemat 444                                        | Kazemat                   | 1939-1940                          |             | Langs Kanaalweg  | 51° 37' 48" NB, 5° 45' 9" OL  | 519288 | Upload foto       |
| De Peel Raamstelling: kazemat 445                                        | Kazemat                   | 1939-1940                          |             | Langs Kanaalweg  | 51° 37' 48" NB, 5° 45' 9" OL  | 519289 | Upload foto       |
| De Peel Raamstelling: kazemat 447                                        | Kazemat                   | 1939-1940                          |             | Langs Kanaalweg  | 51° 37' 48" NB, 5° 45' 9" OL  | 519290 | Upload foto       |
| De Peel Raamstelling: kazemat B (90a) 448                                | Kazemat                   | 1939-1940                          |             | Langs Kanaalweg  | 51° 37' 48" NB, 5° 45' 9" OL  | 519292 | Upload foto       |
| De Peel Raamstelling: kazemat B (270a) 446                               | Kazemat                   | 1939-1940                          |             | Langs Kanaalweg  | 51° 37' 48" NB, 5° 45' 9" OL  | 519293 | Upload foto       |
| De Peel Raamstelling: houten brug (tussen kazemat 438 en 439)            | Brug                      | 1939-1940                          |             | Langs Kanaalweg  | 51° 37' 48" NB, 5° 45' 9" OL  | 519295 | Upload foto       |
| De Peel Raamstelling: houten burg (ten noorden van 439)                  | Brug                      | 1939-1940                          |             | Langs Kanaalweg  | 51° 37' 48" NB, 5° 45' 9" OL  | 519296 | Upload foto       |
| De Peel Raamstelling: houten brug (ten noorden van kazemat 444)          | Brug                      | 1939-1940                          |             | Langs Kanaalweg  | 51° 37' 48" NB, 5° 45' 9" OL  | 519297 | Upload foto       |
| De Peel Raamstelling: houten brug (tussen kazematten 447 en 502)         | Brug                      | 1939-1940                          |             | Langs Kanaalweg  | 51° 37' 48" NB, 5° 45' 9" OL  | 519298 | Upload foto       |
| Peel-Raamstelling: brug                                                  | Brug                      | 1939-1940                          |             | Defensiekanaal   | 51° 36' 30" NB, 5° 48' 3" OL  | 525622 | Upload foto       |